# Joseph Marie Loaisel de Tréogate
Joseph Marie Loaisel de Tréogate est un écrivain français né au château de Bovrel, à Saint-Guyomard le 18 août 1752, et mort à Paris le 11 octobre 1812,.

## Biographie
Joseph Marie Loaisel de Tréogate est issu d'une vieille famille bretonne. Il commence une carrière militaire en 1773 qui se termine rapidement le 10 avril 1775 quand il est mis en « congé de retraite » à la suite d'un « événement malheureux ». Dans Florello, en 1776, il le rappelle dans la préface : « Ô jours que j’ai passés au service de mon roi, jours que je regrette et si vite écoulés ! Vous fûtes les plus beaux de ma vie… Que ne puis-je oublier l’événement malheureux qui me fit renoncer pour un temps à une profession faite pour produire l’enthousiasme des vertus ! ». Il se lance alors dans la littérature, une littérature de la mélancolie et du désespoir dans ses deux premières nouvelles publiées en 1776 comme il l'écrit dans la préface de Florello, peut-être sous l'influence de François-Thomas-Marie de Baculard d'Arnaud et des premiers écrivains « gothiques » anglais. Pour F. Baldensperger, il a inspiré Atala de Châteaubriand,.
Dans Valmore, Loaisel lui fait dire : « La douleur n'a plus de prise sur mon âme, ou plutôt elle s'est naturalisée avec moi ; elle est devenue une modification de mon être ». Le héros décrit par Loaisel est prédestiné à l'amour, donc au malheur comme il l'écrit dans Ainsi finissent les grandes passions, « l'amour inquiet, ardant exalté, celui qui mène impétueusement au malheur et même au dégoût de la vie, à travers les contrariétés, les plaisirs, les peines et les enchantements ». Le héros est pris d'un amour qui l'« a enivré » et « désespéré » et il se demande « Pourquoi semble-t-il que je ne sois pas fait comme les autres hommes ? ». Ces cœurs-là « sont dignes de sentir que la mélancolie est amie de la vraie volupté ; que les larmes de la douleur valent mieux quelquefois que les transports du plaisir ».
Son roman Dolbreuse, délibérément rousseauiste en 1783 en faisant l'alliance d’un puritanisme moral et d’une idéologie anti-aristocratique, chante le retour à la vertu et à la simplicité provinciale. Il est traditionnellement considéré comme une œuvre de la réaction anti-philosophique et du renouveau catholique. Ce roman a eu plusieurs publications, en 1785, 1786 et 1793. Le texte a été modifié dans l'édition de 1794 publiée par Le Prieur. Dans le texte de 1783, l’aristocratisme de l’ancien régime était regardé comme un mal social avec un effet sur la corruption de mœurs dont on pouvait se prémunir en quittant les villes comme Paris pour rejoindre la campagne. La version de 1794 est politique et plus sombre.
Avec la Révolution, il va développer une œuvre de dramaturge qui sont une des sources du mélodrame et le théâtre révolutionnaire. Il a présenté le 5 décembre 1792, au Théâtre Molière, dirigé par Jean-François Boursault-Malherbe, Le Château du diable qui qualifie « comédie héroïque ». Joseph Marie Loaisel de Tréogate a été un collaborateur de René-Charles Guilbert de Pixerécourt pour écrire le mélodrame Le Grand chasseur ou l'île des palmiers. La pièce Le Château du diable a inspiré Victor Hugo pour sa première pièce de théâtre écrite en 1812 et laissée inachevée non publiée et, en 1814, le livret d'August von Kotzebue pour l'opéra de Franz Schubert Des Teufels Lustschloss dont le titre en français est Le château du diable ou Le château de plaisance du diable.

## Famille
Joseph Marie Loaisel de Tréogate est le fils de Vincent Joseph Loaisel de Saulnays (1713-1769), sénéchal de la baronnie de Molac et de Quintin de Vannes, et de Anne Marie Françoise de La Cour (†1766).
Il s'est marié en 1788 avec Marie Opportune Prout (†1800) dont il a eu deux enfants :
- Alexandre Prosper Loaisel de Tréogate, né le 5 juillet 1789, mort le 5 février 1849. Il a été ingénieur du domaine du roi. Il a réalisé en 1845 le jardin anglais du château de Saint-Germain-en-Laye. Il a eu de son mariage une fille, Caroline Paméla Louise Loaisel de Tréogate (1820-1902) ;
- Angélique Eulalie Loaisel de Tréogate, née le 29 mai 1790.

Il est mort pauvre en 1812.

## Ouvrages

### Romans
- Valmore, anecdote françoise, 1776 (lire en ligne).
- Florello, histoire méridionale, 1776 (lire en ligne).
- Soirées de mélancolie, 1777 (lire en ligne).
- La Comtesse d'Alibre, ou Le cri du sentiment, anecdote françoise, 1779 (lire en ligne).
- Dolbreuse, ou l'Homme du siècle ramené à la vérité par le sentiment et par la raison, histoire philosophique, 1783 1re partie, 2e partie. Le texte est republié en 1785, 1786, 1793 et modifié en 1794.
- Ainsi finissent les grandes passions, ou Les dernières amours du chevalier de..., Poinçot, 1788 1re partie, 2e partie.
- Le Fils naturel, par l’auteur de Dolbreuse, ou l’Homme du siècle, 1790.
- Lucile et Milcourt, ou Le cri du sentiment, anecdote, 1793 (lire en ligne).
- Valmore et Florello, nouvelles, 1794 (lire en ligne).
- Valrose, ou les Orages de l’amour, Le Prieur, 1800, en 2 tomes.
- Héloïse Et Abeilard, ou les victimes de l'amour, roman historique, galant et moral, 1803 tome 1, tome 2.

### Théâtre
- L'amour arrange tout, comédie en un acte et en prose, 1788 (lire en ligne)
- Virginie, Comédie en trois actes et en prose, 1790
- Le Château du diable, comédie héroïque en 4 actes et en prose, 1793 (lire en ligne)
- Le Combat des Thermopyles ou l'École des guerriers, fait historique en trois actes et en prose, 1794 (lire en ligne)
- Le Vol par amour, comédie en deux actes en prose, 1796 (lire en ligne)
- La Fontaine merveilleuse, ou les Époux musulmans, pantomime féerie en cinq actes, 1798 (lire en ligne)
- La Bizarrerie de la fortune, ou le Jeune Philosophe, comédie en cinq actes, en prose, 1798 (lire en ligne)
- Les Amants siciliens, ou les Apparences trompeuses, comédie en deux actes, 1799
- Roland de Monglave, drame en quatre actes, en prose, 1799 (lire en ligne)
- Adélaide de Bavière, drame en 4 actes en prose, 1801 (lire en ligne)
- La Loi singulière, ou Malheur et Constance, mélodrame en trois actes, en prose, à grand spectacle par M. L. T. de la Glehenaye, musique de MM. Quaisain et Lanusse, ballets de M. Millot, décors de M. Moench, 1811
- La Forêt périlleuse ou les Brigands de la Calabre, mélodrame en 3 actes et en prose, 1812 (lire en ligne)

### Poésie
- Aux âmes sensibles, élégie, 1780 (lire en ligne)